# داستین اوهالورن
داستین اوهالورن (انگلیسی: Dustin O'Halloran؛ زادهٔ ۸ سپتامبر ۱۹۷۱) یک موسیقی‌دان اهل ایالات متحده آمریکا است. وی از سال ۱۹۹۴ میلادی تاکنون مشغول فعالیت بوده‌است.وی در سال ۲۰۱۶ برای ساخت موسیقی فیلم شیر نامزد دریافت جایزه گلدن گلوب بهترین موسیقی شد.